# Драгомирчанська сільська рада
| Драгомирчанська сільська рада — орган місцевого самоврядування у Тисменицькому районі Івано-Франківської області з адміністративним центром у с. Драгомирчани. Утворена в 1990 році. Водоймища на території, підпорядкованій даній раді: річка Бистриця Солотвинська. Сільській раді підпорядковані населені пункти: - с. Драгомирчани |

## Склад ради
Рада складається з 18 депутатів та голови.

### Керівний склад ради
| ПІБ                     | Основні відомості                                                           | Дата обрання | Дата звільнення |
| ----------------------- | --------------------------------------------------------------------------- | ------------ | --------------- |
| Сидор Ярослав Федорович | Сільський голова, 1955 року народження, освіта, член Народного Руху України | 26.03.2006   | 31.10.2010      |

Примітка: таблиця складена за даними джерела